# Caranavi
Caranavi è un comune (municipio in spagnolo) della Bolivia nella provincia di Caranavi (dipartimento di La Paz) con 59.090 abitanti (dato 2010).

## Cantoni
Il comune è suddiviso in 22 cantoni (popolazione 2001):
- Alcoche - 1.374 abitanti
- Alto Illimani - 1.247 abitanti
- Belen - 346 abitanti
- Calama - 1.774 abitanti
- Caranavi - 14.374 abitanti
- Carrasco - 725 abitanti
- Carrasco La Reserva - 3.026 abitanti
- Chojña - 1.075 abitanti
- Choro - 677 abitanti
- Eduardo Avaroa - 3.097 abitanti
- Inicua Bajo - 547 abitanti
- Incahuara de Ckullu Kuchu - 237 abitanti
- Rosario Entre Ríos - 9.863 abitanti
- San Pablo - 1.206 abitanti
- Santa Ana de Alto Beni - 2.925 abitanti
- Santa Ana de Caranavi - 838 abitanti
- Santa Fe - 1.053 abitanti
- Santa Rosa - 1.045 abitanti
- Suapi de Alto Beni - 629 abitanti
- Taypiplaya - 3.164 abitanti
- Uyunense - 1.281 abitanti
- Villa Elevacion - 650 abitanti